# Luci Opi Salinàtor
Luci Opi Salinàtor (llatí: Lucius Oppius Salinator) va ser un magistrat romà del segle ii aC. Formava part de la gens Òpia, una gens romana d'origen plebeu.
Segurament és el mateix Luci Opi que Titus Livi esmenta com a tribú de la plebs l'any 197 aC. L'any 193 aC va ser edil plebeu i el 192 aC el senat el va enviar a Sicília per portar a l'illa vint vaixells. L'any 191 aC va ser nomenat pretor i va obtenir l'illa de Sardenya com a província